# Peromyscus guardia
Peromyscus guardia е вид бозайник от семейство Хомякови (Cricetidae). Видът е критично застрашен от изчезване.